# 31 Monocerotis
31 Monocerotis är en gul superjätte i Vattenormens stjärnbild. Trots sin Flamsteed-beteckning tillhör den inte Enhörningens stjärnbild. Den ligger på gränsen mellan stjärnbilderna och fick byta tillhörighet vid översynen av gränser mellan stjärnbilderna år 1930 och benämns efter bytet av stjärnbild ofta med sin HD-beteckning, HD 74395. Den har också Bayerbeteckningen F Hydrae.
31 Monocerotis har visuell magnitud +4,63 och är synlig för blotta ögat vid normal seeing. Den befinner sig på ett avstånd av ungefär 770 ljusår.